# Phiale longibarba
Phiale longibarba är en spindelart som först beskrevs av Cândido Firmino de Mello-Leitão 1943.  
Phiale longibarba ingår i släktet Phiale och familjen hoppspindlar. Inga underarter finns listade i Catalogue of Life.